# Paul Moncousin
Paul Victor Joseph Moncousin né  à Montevideo (Uruguay) le 24 mars 1869 et mort le 22 avril 1926 dans le 15e arrondissement de Paris, est un géographe, ethnographe, chansonnier et auteur dramatique français.

## Biographie
De 1895 à 1899, il parcourt tout le Sud de la Patagonie et en étudie les peuples (Patagons, Tehuelches, Araucauns, Fuégiens et Onas). En 1895, il rencontre la veuve de Relinqué, un des principaux lieutenants du cacique Juan José Catriel, mort en captivité à l' ile Martín García, qui lui raconte les derniers moments de la Patagonie libre, les diverses traditions, les malones (razzias) etc. Moncousin ne peut que constater le déclin des Tehuelches, décimés par l'alcool. Il publie un précieux témoignage dans La Géographie en 1900.
Comme auteur dramatique et librettiste, ses pièces ont été représentées, entre autres, au Théâtre du Vaudeville et au Théâtre de la Gaîté.

## Œuvres
comme ethnographe
- 1900 : Notes sur les Tehuelches et sur les indigènes de la République argentine, in La Géographie, vol.1, 1900, p. 256-257 et p. 389-392.
- 1901 : Sur la terre patagonienne : la terre maudite, paru dans le Journal des Voyages, 2e série, n° 224 du 17 mars 1901.

comme auteur dramatique
- 1904 : Une Journée à Paris, comédie en 1 acte, avec José Germain
- 1924 : Maman, comédie en 3 actes avec José Germain, au théâtre du Vaudeville (13 septembre)

comme librettiste
- 1908 : Ca sent la poudre, revue d'actualité avec Georges Montignac
- 1908 : Mam'zelle Trompette, opérette en 3 actes, avec Maurice Desvallières, musique de Théophile Hirlemann
- 1909 : Le Coup de baguette, opérette anglo-romaine en 1 acte avec Georges Montignac, musique d'Émile Bonnamy, à la Boîte à Fursy (18 janvier)
- 1909 : Le Baiser de Ninon, opérette en 1 acte, musique de Justin Clérice
- 1910 : La Manolita, opérette en 3 actes, avec Léon Rabbe, musique de Marius Lambert
- 1912 : Nini printemps, opérette en 3 actes, avec Léon Rabbe, musique de Marius Lambert
- 1913 : Les Deux princesses, opérette en 3 actes, avec Maurice Desvallières, musique d'Henri Hirschmann
- 1914 : Madame Candaule, opérette en un acte, musique d'Édouard Mathé
- 1920 : Princesse Carnaval, opérette en 3 actes, avec Maurice Desvallières, musique d'Henri Hirschmann

comme chansonnier
- 1904 : Griserie !, romance extraite de l'opérette Oléro chez elle, avec Auguste Germain, musique de Justin Clérice
- 1906 : La Chanson du mirleton, poésie, musique de Justin Clérice
- 1907 : L'Espérantelle !, chanson, musique de Justin Clérice
- 1911 : Pourquoi partir ?, valse chantée (sur les motifs de la valse Tapehala)